# Puliciphora termitum
Puliciphora termitum är en tvåvingeart som beskrevs av Schmitz 1926. Puliciphora termitum ingår i släktet Puliciphora och familjen puckelflugor. Inga underarter finns listade i Catalogue of Life.